# Carl Frederick Kauffeld
Carl Frederick Kauffeld, né le 17 avril 1911 à Philadelphie et mort le 10 juillet 1974 à Staten Island est un herpétologiste américain.

## Biographie
C’est la lecture du livre sur les reptiles de Raymond Lee Ditmars, Reptile Book, alors qu’il n’avait que neuf ans, qui l’incite à s’intéresser à ces animaux. Durant ses études secondaires, il est bénévole à l’Academy of Natural Sciences of Philadelphia dans le département d’entomologie mais aussi au zoo de la ville en herpétologie. Après ses études, il fait partie du département d’herpétologie de l’American Museum of Natural History dirigé par Gladwyn Kingsley Noble de 1930 à 1936.
Il préfère, à une carrière dans un muséum, le contact avec des animaux vivants et il accepte, en 1936, un poste de conservateur des reptiles au zoo de Staten Island. Il développe alors l’une des principales collections de reptiles vivants des États-Unis. Il s’enorgueillit ainsi d’exposer toutes les espèces de serpents à sonnettes du pays. Son expérience est mise à profit durant la Seconde Guerre mondiale où il sert comme spécialiste des reptiles dans le service sanitaire des armées.
Kauffeld fait paraître plus de 200 publications, la plupart étant des œuvres de vulgarisation tant pour le grand public que pour les amateurs. Il publie notamment avec Howard Curran, Snakes and Their Ways (1937) puis, seul, Snakes and Snake Hunting (1957) et Snakes: The Keeper and the Kept (1969). Des protecteurs de la nature lui reprochent de donner des localités précises où peuvent être trouvées des espèces rares qui font bientôt l’objet d’une surexploitation par les collectionneurs.
Kauffeld forme de nombreux jeunes qui deviendront les conservateurs des reptiles dans les zoos du pays. Il stimule aussi l’intérêt scientifique pour les reptiles de nombreux amateurs de New York. Certains d’entre eux, comme Richard Highton, Carl Gans ou William George Degenhardt deviendront eux-mêmes d'éminents herpétologistes. En 1948, il refuse de prendre la direction du zoo de Milwaukee  et préfère rester au zoo de Staten Island qu’il dirige de 1963 à 1973, année de son départ à la retraite.

## Source
- Kraig Adler (1989). Contributions to the History of Herpetology, Society for the study of amphibians and reptiles : 202 p.  (ISBN 0-916984-19-2)